# Adar
Adar (Hebreeuws: אֲדָר) is de zesde maand van het joodse jaar (gebaseerd op de Misjna) en telt 29 of 30 dagen. Volgens de oorspronkelijke telling in de Thora betreft het de twaalfde maand van het joodse jaar.
Deze maand valt ongeveer samen met de tweede helft van februari en de eerste helft van maart van de algemene of gregoriaanse kalender.
Drie feesten vallen in de maand adar:
- 13 - Taäniet Ester, vastendag van Est(h)er
- 14 - Poerim, Lotenfeest
- 15 - Poerim Shoeshan, Lotenfeest in Jeruzalem en oude ommuurde (Israëlische) steden

In schrikkeljaren wordt adar gevolgd door een schrikkelmaand die adar 2 wordt genoemd. In dat geval telt adar 30 in plaats van 29 dagen.
tisjri · chesjvan · kislew · tevet · sjevat · adar · adar 2 · nisan · iar · sivan · tammoez · av · eloel